# Lactobacillus acidophilus
Lactobacillus acidophilus é uma espécie de bactéria do género Lactobacillus que se aloja no intestino humano e que traz proteção.
Outras bactérias benéficas incluem: L. bulgaricus, L. reuteri, L. plantarum, L. casei, B. bifidus, Streptococcus salivarius, Streptococcus thermophilus e a levedura Saccharomyces boulardii. O L. acidophilus produz uma enzima chamada lactase que transforma o açúcar do leite (lactose) em açúcar simples. Portanto, para quem é intolerante à lactose, esta bactéria é muito importante.
Em geral, essa bactéria é usada para aumentar a imunidade, no trato de infecções causadas por certos fungos e bactérias, na diminuição de alergias, para combater acnes, resfriados e úlceras, na saúde cardiovascular. Também é extremamente benéfica para quem está com o fungo causador da candidíase.[carece de fontes?]
O uso de probióticos, como o L. acidophilus, concomitante com ao uso posterior de antibióticos, ajuda a restaurar as bactérias naturais do trato digestivo que eventualmente são mortas pelos antibióticos. Grávidas não devem fazer uso destes probióticos antes de consultar um médico.